# Театр и драматургия
«Театр и драматургия» — советский иллюстрированный ежемесячный журнал.
Выходил в Москве.  С 1930 по 1933 гг. назывался «Советский театр»; с 1933 по 1936 — «Театр и драматургия». С сентября 1934 года стал официальным органом Союза советских писателей. В 1937 году был преобразован в журнал «Театр».
В 1934 году главным редактором был назначен А. Н. Афиногенов.